# TeamSpeak
TeamSpeak es un software de chat de voz sobre IP, permite a los usuarios hablar en un canal de chat con otros usuarios, tal como se hace en una conferencia vía llamada telefónica tradicional.
Los usuarios deben usar un software cliente de TeamSpeak, para conectarse a un servidor TeamSpeak, una vez conectados establecen el canal y pueden hablar.
Los principales usuarios de TeamSpeak son jugadores de videojuegos en red, quienes usan diferentes software para comunicarse entre jugadores o equipos en modalidad multijugador. La comunicación mediante voz en estos juegos les da una gran ventaja competitiva, dado que permiten a los jugadores una experiencia superior en lo que diversión se refiere.

## Servidor
Para conectarse a Teamspeak es necesario disponer del programa cliente instalado, no hay costo alguno por crear un servidor con los archivos ofrecidos de manera gratuita en la web oficial de teamspeak siempre y cuando no supere los 32 usuarios activos al mismo tiempo. Adicionalmente se puede pagar por licencia de hasta 512 usuarios activos simultáneamente, el servidor se ejecuta de manera dedicada. Las conexiones hogareñas usualmente no superarán el ancho de banda necesario para exceder los 32 usuarios activos, adicionalmente se puede pagar por servidores dedicados con mayor ancho de banda, esto se puede comprar con empresas que las brindan ya que cuentan con sistemas seguros de conexión 24/7, sistemas de defensa ddos, soporte especializado en el sistema teamspeak. El servidor de Teamspeak actualmente funciona en Windows, Mac OS X y Linux. 
El puerto UDP que utiliza teamspeak es el 9987.

### Permisos
Los permisos del servidor se dividen en seis grupos: Administrador del servidor, Administrador del canal, Operador, Usuario con Voz, Registrado y Anónimo. Diferentes privilegios se pueden definir para cada uno de estos grupos. Además, en Teamspeak3 se pueden crear grupos específicos personalizando los privilegios.

## Extensiones
Desde la página web oficial de Teamspeak, las extensiones desarrolladas por terceros están disponibles para descargar. Las características más comunes de estas extensiones se orientan a poder administrar o visualizar TeamSpeak desde dentro de algún juego.